# San Lazzaro di Savena
San Lazzaro di Savena é uma comuna italiana da região da Emília-Romanha, província de Bolonha, com cerca de 29.318 habitantes. Estende-se por uma área de 44 km², tendo uma densidade populacional de 666 hab/km². Faz fronteira com Bologna, Castenaso, Ozzano dell'Emilia, Pianoro.

## Demografia
| Variação demográfica do município entre 1861 e 2011                               |
|                                                                                   |
| Fonte: Istituto Nazionale di Statistica (ISTAT) - Elaboração gráfica da Wikipedia |